# Горная кенийская гадюка
Горная кенийская гадюка (лат. Bitis worthingtoni) — вид ядовитых змей из подсемейства гадюковых (Viperinae). Эндемик Великой рифтовой долины в Кении. Подвидов не образует.

## Таксономия
Видовое название worthingtoni присвоено в честь британского зоолога E. Barton Worthington, собравшего типовой экземпляр вида.

## Внешний вид и строение
Общая длина тела с хвостом обычно от 20 до 40 см, максимум 50 см.

## Распространение и среда обитания
Ареал ограничен наиболее высокой частью кенийской рифтовой долины, на высоте более 1500 метров, типовая местность, указанная для горной кенийской гадюки — берег озера Найваша.

## Охранный статус
В настоящее время горная кенийская гадюка не числится в Красном списке МСОП или в каком-либо из Приложении СИТЕС. В 2004 году Кения предложила занести её в Приложение II СИТЕС. Фактический статус вида неизвестен, но есть основания полагать, что предложение Кении оправдано из-за ограниченного географического ареала вида, потери среды обитания, спроса со стороны собирателей рептилий и существования незаконной торговли.